# Fargesia adpressa
Fargesia adpressa är en gräsart som beskrevs av Tong Pei Yi. Fargesia adpressa ingår i släktet bergbambusläktet, och familjen gräs. Inga underarter finns listade i Catalogue of Life.